# North River (fiume Alabama)
Il North River  è un fiume degli Stati Uniti d'America che scorre per oltre 120 chilometri in  Alabama per poi confluire nel Black Warrior River.